# Lucius Arruntius (consul en 6)
Lucius Arruntius (né avant 27 av. J.-C. et mort en 37 apr. J.-C.) est un sénateur romain qui vécut sous les règnes des deux premiers empereurs romains, Auguste puis Tibère. Il est consul en 6 apr. J.-C. puis gouverneur de Tarraconaise à partir d'environ 25 apr. J.-C. et le reste pendant dix années par contumace. Tout au long de la dernière partie de sa vie, il est en proie à l'hostilité des préfets de la garde prétorienne, Séjan puis Macron. Cela aboutit à son suicide en 37 apr. J.-C., après avoir été arrêté sur une fausse accusation d'irrévérence contre l'empereur Tibère.

## Biographie

### Famille et jeunesse
Issu d'une famille noble et ancienne, il est le fils de Lucius Arruntius, qui participe, en tant qu'amiral d'Octavien sous les ordres d'Agrippa, à la bataille d'Actium en 31, et devient consul en 22 av. J.-C.
Peu de choses sont connues de la vie de Lucius Arruntius avant son consulat en l'an 6 apr. J.-C..
Arruntius a un fils adoptif, Lucius Arruntius Camillus Scribonianus, fils biologique de Marcus Furius Camillus. Arruntius Camillus est consul en 32, nommé gouverneur de Dalmatie en 40 et tente de se révolter contre Claude en 41. Il se suicide après avoir perdu le soutien de ses troupes,.

### Carrière
Il devient consul en 6 apr. J.-C. aux côtés de Marcus Aemilius Lepidus.
Arruntius est un des membres les plus respectés du Sénat de son temps, admiré pour son érudition et de l'intégrité. Tacite précise qu'il a de grandes vertus, « riche, homme d'action, doué de qualités éminentes, honorées de l'estime publique ». Dans ses dernières conversations avec Tibère, l'empereur romain Auguste, en parlant de ceux dignes du rang suprême, décrit Arruntius comme « ne manquant pas de capacité et, dans l'occasion, ne manquant pas d'audace ».
Le premier jour où le Sénat est convoqué après la mort d'Auguste, le 19 août 14, les détails de ses funérailles sont discutés. Sur une motion d'Arruntius, il est décrété « que les titres des lois dont Auguste est l'auteur, et les noms de peuples qu'il a vaincus, soient portés en tête du cortège ».

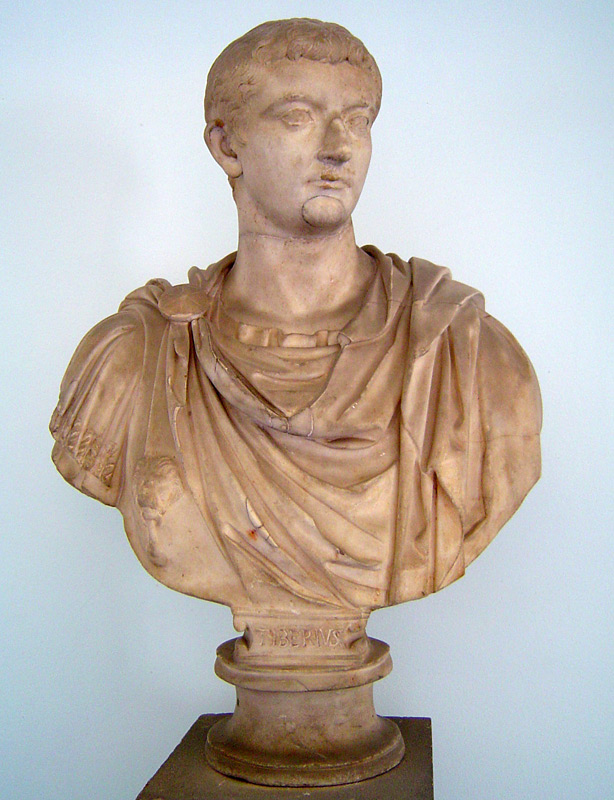
Buste de Tibère (14 à 37).

L'avènement de Tibère est une question très délicate, le maintien par Auguste de l'équilibre entre les traditions républicaines et les réalités impériales n'a jamais été une tâche facile. Tibère est le beau-fils d'Auguste et le fils naturel de Livie d'un premier mariage, le dernier héritier vivant d'Auguste. Tibère chercher à être appelé à monter sur le trône plutôt que de manigancer pour y monter. En conséquence, il adopte une posture d'hésitation, de dissimulation et de réticence. Au cours des discussions sénatoriales, Tibère laisse échapper la remarque qu'il serait prêt à accepter une part des responsabilités de l'Empire, mais pas la totalité. En réponse, Gaius Asinius Gallus, et Lucius Arruntius « par un discours à peu près semblable », commettent l'impair de lui demander quelle part il souhaite avoir la charge. Asinius Gallus tente de se rattraper en disant « qu'il n'a pas fait cette question pour que César divise ce qui est indivisible, mais pour qu'il est ». Cette situation peut avoir suscité la colère et le ressentiment de Tibère et peut-être par conséquent l'inimitié de Séjan, le préfet de la garde prétorienne, envers Gallus et Arruntius.
Pendant le règne de Tibère, Arruntius sert peut-être au Sénat comme un meneur de l'opposition de facto, dans la mesure où l'opposition est autorisée.
En l'an 15, Rome subit une crue du Tibre, qui « a inondé les parties basses de Rome, et entraîné, en se retirant, une grande quantité de ruines et de cadavres ». Le Sénat nomme Arruntius ainsi que le grand juriste Ateius Capiton, ancien curateur des eaux, pour trouver des « moyens de contenir le fleuve ». Le rapport des deux sénateurs préconise, afin de prévenir les débordements du Tibre, de « donner un autre écoulement aux lacs et aux rivières qui le grossissent ». Le Sénat prend en considération « les députations des municipes et des colonies. Les Florentins demandent en grâce que le Clanis n'est pas détourné de son lit pour être rejeté dans l'Arno, ce qui causerait leur ruine. Ceux d'Interamne parlent dans le même sens. Réate ne se tait pas sur le danger de fermer l'issue par où le lac Vélin se décharge dans le Nar. Les prières des villes ou la difficulté des travaux, ou enfin la superstition, font prévaloir l'avis de Calpurnius Piso, qui conseille de ne rien changer ». Tibère institue une nouvelle commission de cinq sénateurs dont le président est probablement Arruntius, l’empereur voulant sans doute vouloir régler le problème des crues du Tibre. La probable nomination à la tête cette commission peut être une concession de la part de Tibère pour gagner son soutien.
En l'an 20, Gnaeus Calpurnius Piso demande comme avocat Arruntius lors de son procès où il est accusé du meurtre de Germanicus. Arruntius décline, probablement à cause de l'indignation publique contre Piso à cette époque. Plusieurs autres sénateurs refusent aussi. L'année suivante, il défend un Cornelius Sulla face à un certain Domitius Corbulo dans leur querelle.
En l'an 25, Lucius Calpurnius Piso, gouverneur de Tarraconaise, est assassiné par un natif. Tibère nomme Arruntius comme gouverneur de la province à sa place. Cependant Tibère, qui ne lui fait sans doute pas confiance, lui permet de gouverner la province par contumace et l'oblige surtout de rester à Rome.

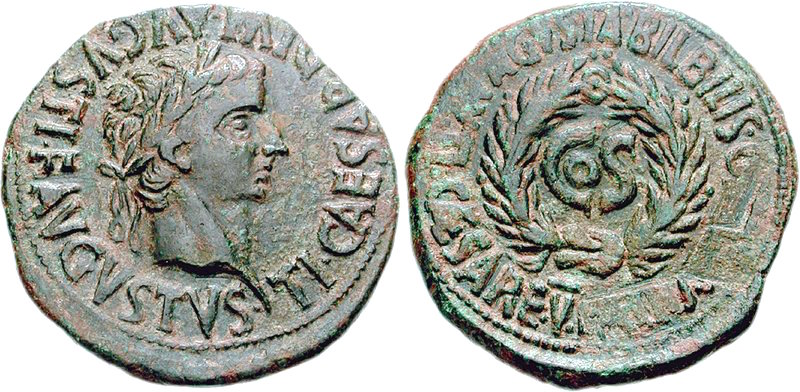
As de Tibère de 31. Au revers, la référence à Séjan a été effacée (damnatio memoriae).

En l'an 31, deux hommes de main de Séjan, préfet de la garde prétorienne depuis 14, lancent de fausses accusations de maiestas (trahison) contre Arruntius. Séjan se croit inattaquable et pense peut-être que la voie lui est ouverte vers le trône impérial. Peut-être à l'instigation d'Antonia Minor, les projets de Séjan sont dénoncés à l'empereur Tibère, et Macron est chargé d'y mettre un terme. Séjan est exécuté, Tibère fait aussi annuler les charges pesant contre Arruntius et punir les accusateurs. Il est possible qu'Arruntius ait sa vengeance contre son grand ennemi Séjan en étant l'instrument passif qui a indirectement provoqué sa chute.
En l'an 37, Arruntius et son amante Albucilla sont mis en accusation pour irrévérence envers l'empereur et adultère, à l'instigation du remplaçant de Séjan à la préfecture du prétoire, Macron. Tibère n'a d'ailleurs pas écrit contre les accusés et on soupçonne Macron d'avoir abusé de son état de faiblesse, « et forgé peut-être à son insu la plupart des griefs, en haine d'Arruntius, dont on le sait ennemi ».

### Suicide
Tacite termine en disant :

« Pressé par ses amis de temporiser comme [les autres accusés], Arruntius répond “que les convenances ne sont pas les mêmes pour tous ; qu'il a assez vécu ; que tout son regret est d'avoir traîné, parmi les affronts et les périls, une vieillesse tourmentée, odieux longtemps à Séjan, maintenant à Macron, toujours à la puissance du moment et cela sans autre tort que son horreur pour le crime. Sans doute il peut échapper aux derniers jours d'un prince expirant ; mais comment éviter la jeunesse du maître qui menace l'empire ? Si Tibère, avec sa longue expérience, n'a pas tenu contre cet enivrement du pouvoir qui change et bouleverse les âmes, qu'attendre de Caligula, à peine sorti de l'enfance, ignorant de toutes choses, ou nourri dans la science du mal ? Entrerait-il dans de meilleures voies, sous la conduite d'un Macron, qui, pire que Séjan et, à ce titre, choisi pour l'accabler, avait déchiré la république par plus de forfaits encore ? Déjà il voit s'avancer un plus dur esclavage, et il fuit à la fois le passé et l’avenir”. Après ces mots, prononcés avec un accent prophétique, il s'ouvre les veines. La suite prouvera qu'Arruntius fait sagement de mourir. Albucilla, blessée par sa propre main d'un coup mal assuré, est portée dans la prison par ordre du Sénat. »

— Tacite, Annales, VI, 48 - traduction J. L. Burnouf 1859.
Dion Cassius rapporte ainsi quant à lui les dernières paroles d'Arruntius :

« Lucius Arruntius, remarquable par son âge et par sa science, se laisse mourir volontairement, bien que Tibère est déjà malade et que l'on pense généralement qu'il ne se rétablirait pas ; connaissant la méchanceté de Caligula, il désire quitter la vie avant d'avoir fait l'épreuve de ce prince. “Je ne puis être dans ma vieillesse, dit-il, l'esclave d'un maître nouveau et d'un pareil maître”. »

— Dion Cassius, Histoire romaine, LVIII, 27 - traduction É. Gros, 1856.
Quelques années plus tard, Caius Silius dit de lui au Sénat qu'il est venu à l'éminence par sa vie irréprochable.